# インフレータブル
インフレータブル（英語: Inflatable）は、空気などを注入することにより膨らませて、膜の内圧により構造を支持して使う膜構造物の総称である。
インフレータブル型の製品は中空構造の場合が多く、軽量化しやすく、空気を抜いてたたんで小さくして運ぶことができる利点を持つことが多い。
日本ではインフレータブルという言葉は、ボートやカヌー、カヤックなどの空気注入式の小型舟艇の形式で「インフレータブル・カヌー」という呼び方をするほか、携帯用のライフジャケット、枕や浮き輪などアウトドアグッズの類で多く用いられる。
また、イベント用品で空気やヘリウムガスなどを注入したり、送風したりして用いられるインフレータブルバルーンもあるが、この記事ではアウトドアグッズについて述べる。

## インフレータブル・カヌーの類

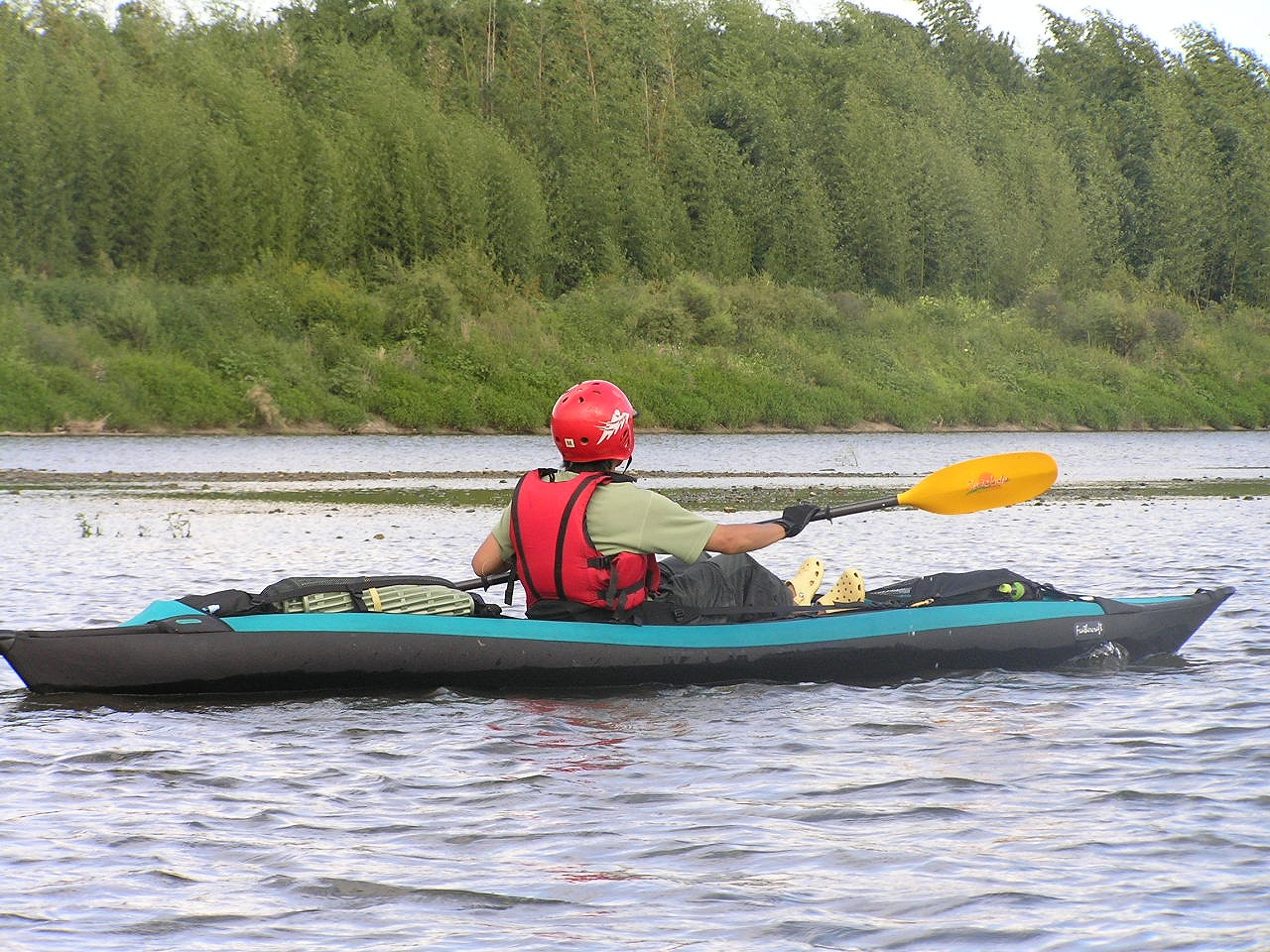
インフレータブル・タイプのカヌーによる川旅（リバーツーリング）加古川

カヌーの構造には折りたためない通常のリジッドタイプカヌーと、骨組に外皮を組み合わせる構造で、運搬時に折りたためるフォールディングカヌー、そして空気注入式のインフレータブルがある。
フォールディング及びインフレータブルは、乗員数にもよるが2人用程度であれば乗用車のトランクにも入る程度の大きさに収納できるものが多い。ただし、骨組自体もそれなりにかさばり重量もあるフォールディングと比べ、多くの場合インフレータブルは軽量で場所をとらないという特長を持ち、構造がシンプルなため安価で、電動ポンプ等を使用すれば組み立ても極めて短時間にできるという利点がある。ただし、浮力特性はフォールディングの方が通常型のカヌーに近い。
インフレータブル・カヤックの類に「ダッキー」と呼ばれる渓流下り用のものがある。